# Straight Ahead
Straight Ahead es el quinto álbum de estudio de la banda de punk rock californiana Pennywise. Fue publicado en junio de 1999 a través de Epitaph Records.

## Lista de canciones
1. "Greed" – 3:15
2. "My Own Country" – 2:36
3. "Can't Believe It" – 1:57
4. "Victim of Reality" – 2:28
5. "Might Be a Dream" – 2:43
6. "Still Can Be Great" – 2:52
7. "Straight Ahead" – 2:41
8. "My Own Way" – 2:52
9. "One Voice" – 2:46
10. "Alien" – 4:07
11. "Watch Me as I Fall" – 2:10
12. "Just for You" – 2:28
13. "Can't Take Anymore" – 3:15
14. "American Dream" – 2:57
15. "Need More" – 2:56
16. "Never Know" – 2:42
17. "Badge of Pride" – 3:35
18. "Down Under" (Bonus track en la edición australiana) – 2:28

## Personal
- Jim Lindberg - Voz
- Fletcher Dragge - Guitarra
- Randy Bradbury - Bajo
- Byron McMackin - Batería

- Datos: Q2620714